# Kupreanof
Kupreanof is een plaats (city) in de Amerikaanse staat Alaska, en valt bestuurlijk gezien onder Wrangell-Petersburg Census Area.

## Demografie
Bij de volkstelling in 2000 werd het aantal inwoners vastgesteld op 23.
In 2006 is het aantal inwoners door het United States Census Bureau geschat op 21, een daling van 2 (-8.7%).

## Geografie
Volgens het United States Census Bureau beslaat de plaats een oppervlakte van 15,8 km², waarvan 10,4 km² land en 5,4 km² water.
De plaats ligt aan de oostkust van het Kupreanof Island op het Lindenberg Peninsula aan de Wrangell Narrows. Aan de overzijde van het water ligt Petersburg op Mitkof Island.

## Plaatsen in de nabije omgeving
De onderstaande figuur toont nabijgelegen plaatsen in een straal van 72 km rond Kupreanof.